# Olewsk (stacja kolejowa)
Olewsk (ukr. Олевськ, ros. Олевск) – stacja kolejowa w miejscowości Olewsk, w rejonie korosteńskim, w obwodzie żytomierskim, na Ukrainie. Położona jest na linii Kijów – Korosteń – Sarny – Kowel.
Jest to ostatni od strony Korostenia punkt zatrzymywania się pociągów zarządzany przez Kolej Południowo-Zachodnią.

## Historia
Stacja powstała w czasach carskich pomiędzy stacjami Rudnia Radowelska i Ochotnikowo.